# Municipio de Au Gres
El municipio de Au Gres (en inglés: Au Gres Township) es un municipio ubicado en el condado de Arenac en el estado estadounidense de Míchigan. En el año 2010 tenía una población de 953 habitantes y una densidad poblacional de 9,46 personas por km².

## Geografía
El municipio de Au Gres se encuentra ubicado en las coordenadas 44°2′15.07″N 83°44′30.95″O / 44.0375194, -83.7419306. Según la Oficina del Censo de los Estados Unidos, el municipio tiene una superficie total de 100,7 km² (38,9 mi²), de la cual 87,7 km² (33,9 mi²) corresponden a tierra firme y 13 km² (5 mi²) (12.89%) es agua.

## Demografía
En el 2000 la renta per cápita promedia del hogar era de $34.141, y el ingreso promedio para una familia era de $39.167. El ingreso per cápita para la localidad era de $18.049. En 2000 los hombres tenían un ingreso per cápita de $34.231 contra $21.136 para las mujeres. Alrededor del 9.40% de la población estaba bajo el umbral de pobreza nacional.